# Dunbaria
Dunbaria es un género de plantas con flores con 47 especies perteneciente a la familia Fabaceae. Es originario del Sudeste de Asia.

## Especies seleccionadas
| - Dunbaria bella - Dunbaria circinalis - Dunbaria cumingiana - Dunbaria debilis - Dunbaria ferruginea - Dunbaria flavescens - Dunbaria floresiana - Dunbaria fusca - Dunbaria glabra - Dunbaria glandulosa - Dunbaria gracilipes | - Dunbaria henryi - Dunbaria lecomtei - Dunbaria longiracemosa - Dunbaria nivea - Dunbaria parvifolia - Dunbaria podocarpa - Dunbaria punctata - Dunbaria rubella - Dunbaria thorelii - Dunbaria truncata - Dunbaria villosa |